# Molytria perplexa
Molytria perplexa är en kackerlacksart som beskrevs av Robert Walter Campbell Shelford 1910. Molytria perplexa ingår i släktet Molytria och familjen jättekackerlackor. Inga underarter finns listade i Catalogue of Life.